# Stacy Kamano
Stacy Lee Kamano (ur. 17 września 1974 w Honolulu na Hawajach) – amerykańska modelka i aktorka telewizyjna znana przede wszystkim z serialu Słoneczny patrol.

## Życie prywatne
Stacy urodziła się i dorastała w Honolulu na Hawajach. W wieku 11 lat zdobyła tytuł "Miss Tropical Pre-Teen Hawaii", co zdecydowało o jej późniejszej karierze modelki i aktorki. W latach 1991–1992 uczęszczała do szkoły średniej Kalaheo w Kailua na wyspie Oʻahu. Jej matka ma pochodzenie niemieckie, polskie i rosyjskie, ojciec jest Japończykiem. 

## Kariera
Stacy Kamano dołączyła do obsady serialu Słoneczny patrol w 1999 roku, gdzie grała ratowniczkę Kekoa Tanaka, została również członkiem obsady dwóch ostatnich sezonów serialu. Kamano była gospodarzem w Extreme Sports i Hotlines.

## Filmografia
| Rok       | Tytuł                                                     | Rola                |
| --------- | --------------------------------------------------------- | ------------------- |
| 1999      | Search Party                                              | uczestnik           |
| 1999–2001 | Słoneczny patrol                                          | Kekoa Tanaka        |
| 2000      | Hottie Boombalottie                                       | jako ona sama       |
| 2003      | Baywatch Hawaiian Wedding                                 | Kekoa Tanaka        |
| 2003      | Return to the Batcave: The Misadventures of Adam and Burt | Nghara Frisbie-West |
| 2003      | Hotlines                                                  | jako gospodyni      |
| 2007      | Moda na sukces                                            | Molly               |